# EThOS (Website)
E-Theses Online Service, kurz EThOS, ist eine bibliografische Datenbank für wissenschaftliche Arbeiten. Der Dienst wird getragen durch die British Library, die Nationalbibliothek des Vereinigten Königreichs.